# 卡斯蒂尔德韦拉
卡斯蒂尔德韦拉，是西班牙卡斯蒂利亚-莱昂帕伦西亚省的一个市镇。 总面积24平方公里，总人口104人（2001年），人口密度4人/平方公里。